# 임그뤼에네 공원
임그뤼에네 공원(독일어: Park im Grüene)은 스위스 뤼슐리콘 시정촌에 있는 공공 공원이자, 작은 놀이공원이다. 공원 지역은 1947년에 공공 용도로 사용된 아델과 고틀리프 두트바일러의 이전 사유지로 구성된다.

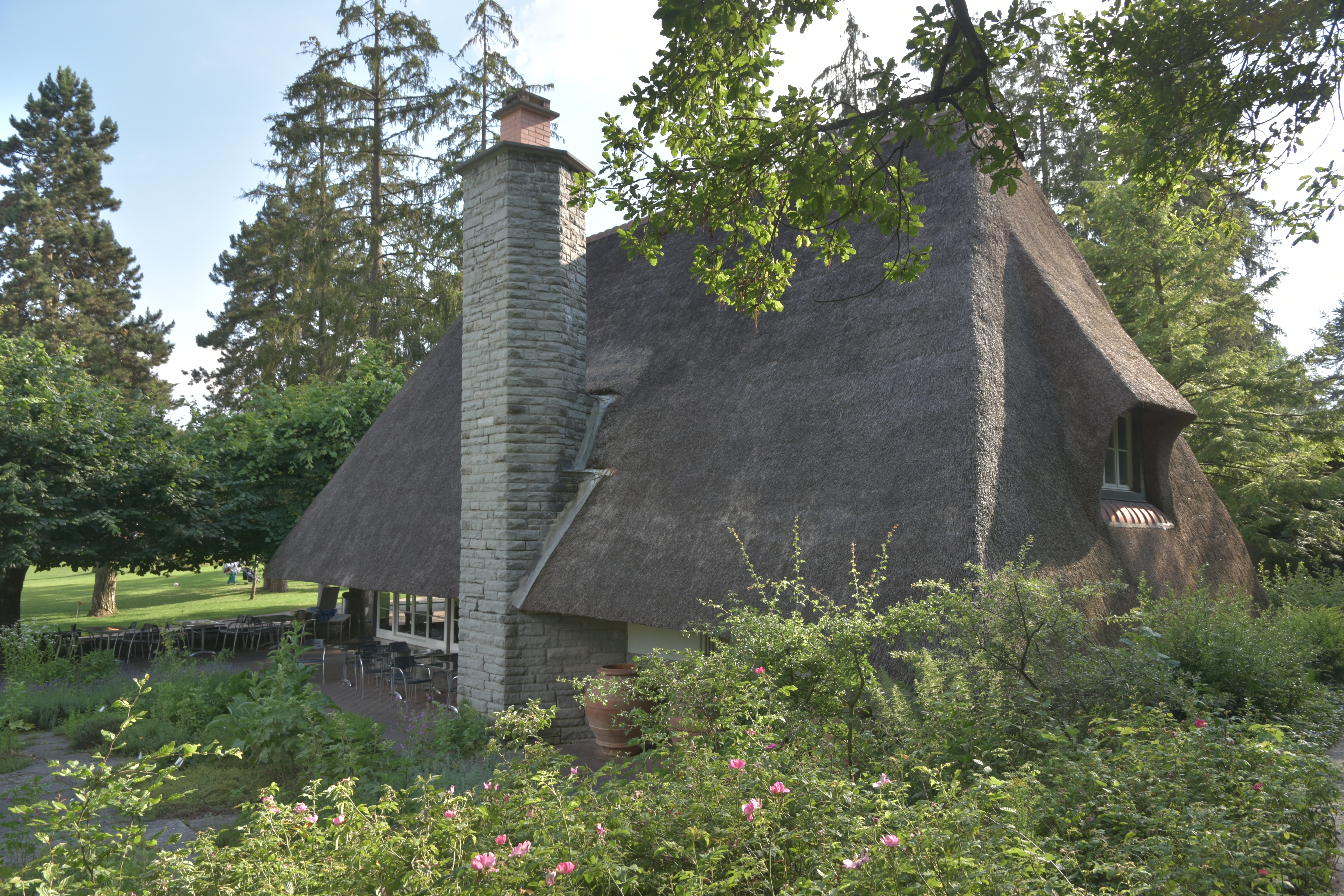
스트로하우스 전시관

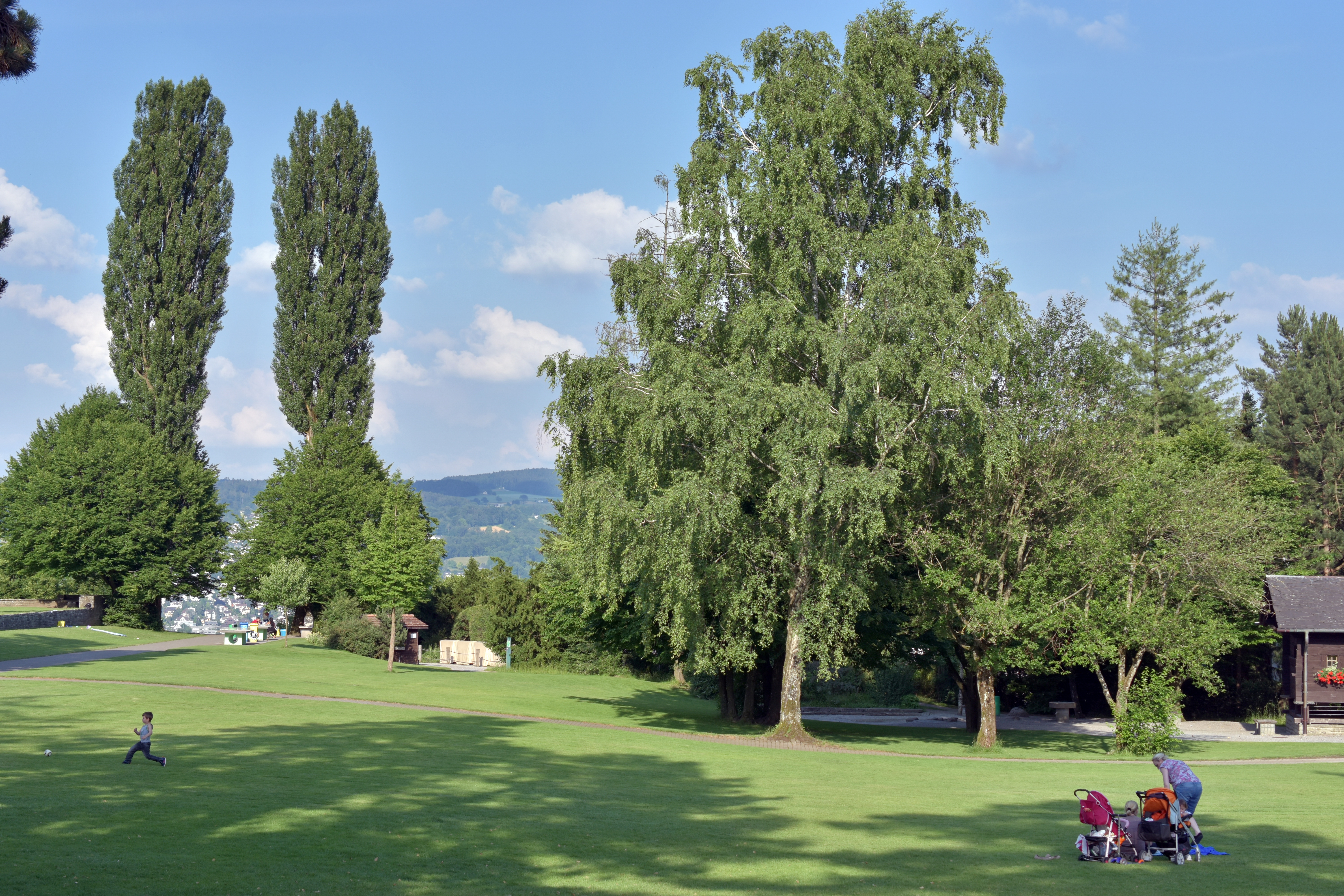
식물원

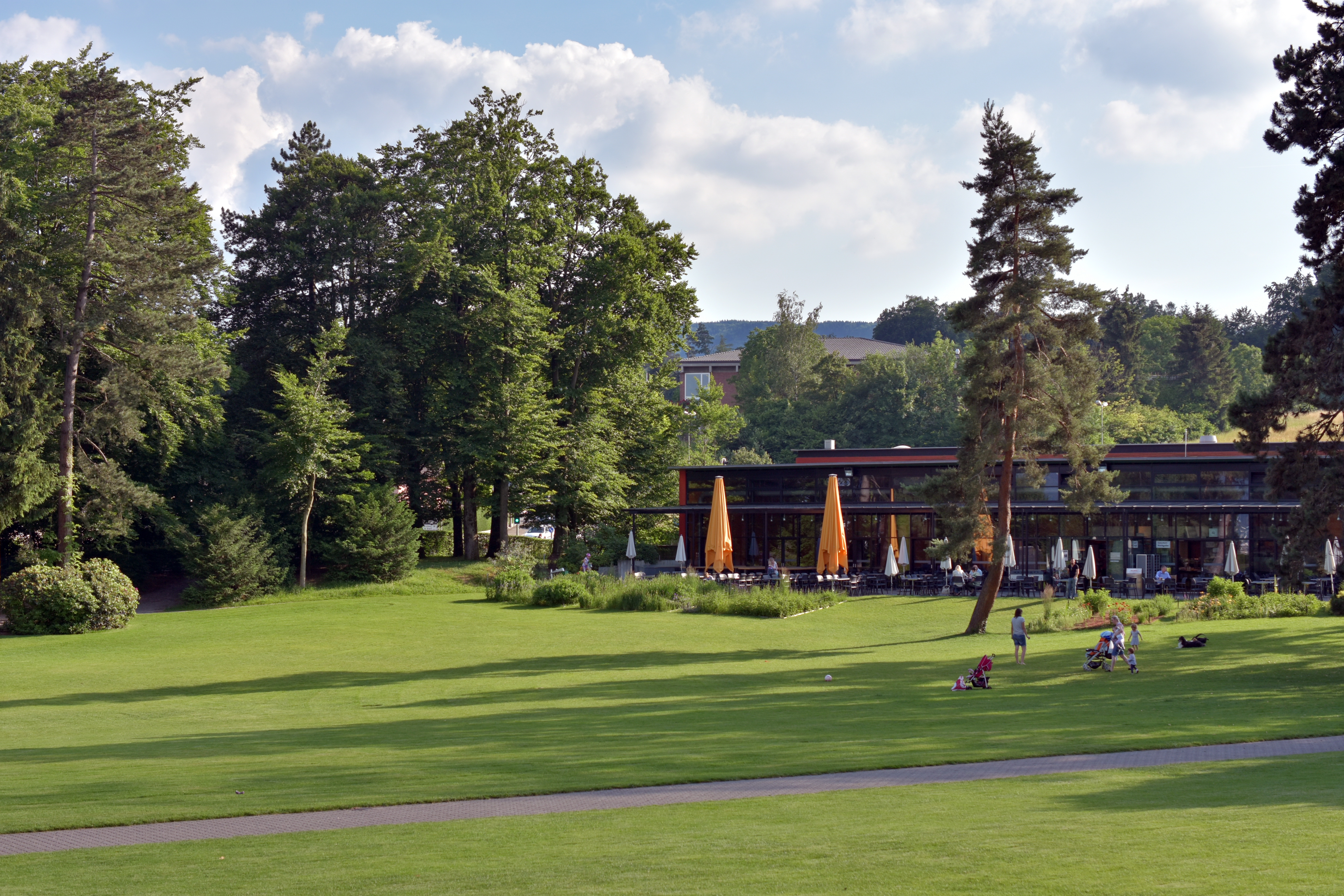
레스토랑

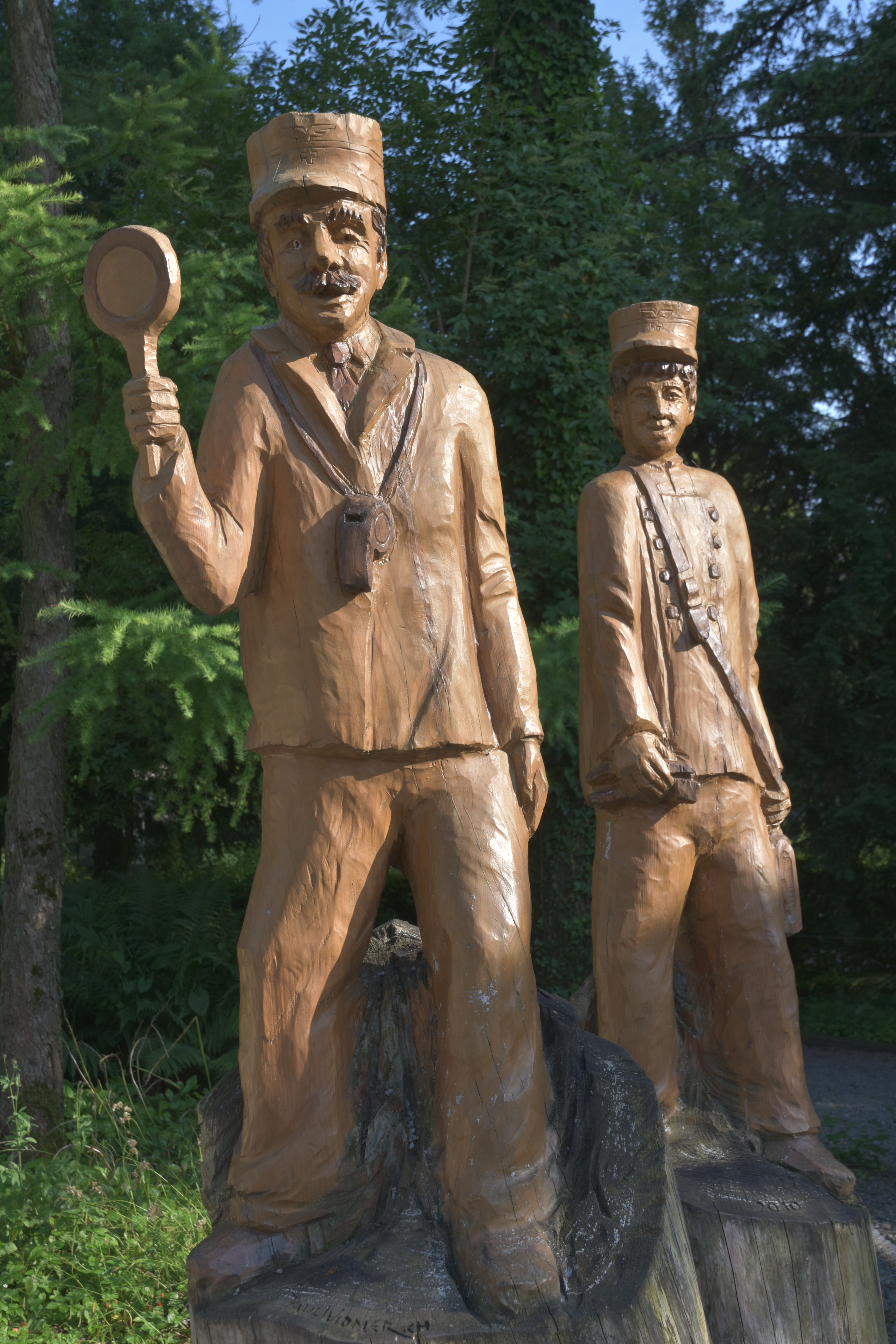
장남감 기차 종점의 조각품

## 위치
공원 지역은 취리히제와 질 계곡이 내려다보이는 취리히주의 북부 치머베르크 고원에 있는 뤼슐리콘 시정촌에 위치해 있다. 취리히 뷔르클리 광장과 취리히 수목원에서 벨부아 정류장으로 향하는 VBZ 버스 라인 165와 뤼슐리콘역까지 취리히 S-반 라인 S8로 대중교통을 이용할 수 있다.

## 이름
공원의 스위스 독일어 이름은 말 그대로 “녹색 공원”(Green Park)을 의미하지만, 일반적으로 사용되는 이름은 고틀리프 두트바일러의 인기 있는 별명인 두티공원(Dutti-Park)이다.

## 역사
공원 지역은 아델과 고틀리프 두트바일러의 이전 저택으로 구성되어 있으며, 그는 1946/47년에 부지의 넓은 지역을 공공 용도로 양도했다. 따라서 두트바일러의 사회적 이해에 따르면 입장료는 무료이다. 고틀리프 두트바일러 연구소(GDI)도 임그뤼에네 재단(Im Grüene)의 일부이다. 1946년 12월 24일 아델와 고틀리프 두트바일러에 의해 만들어졌다. 재단의 자산에는 4.5ha의 랑할덴이 포함된다. 재산과 기부금. 재단이 설립될 당시 기부금은 총 52만 스위스 프랑이었고, 인플레이션을 감안하면, 오늘날 약 260만 스위스 프랑에 해당한다. 재단은 랑할덴 부동산을 일반 대중이 레크리에이션 장소로 이용할 수 있도록 하는 임무를 받았다. 기증자의 의도는 부동산을 임그뤼에네 공원(현지에서는 두티공원으로 알려짐)으로 바꾸면서 실현되었다. GDI는 공원 가장자리에 있다.
공원 지역과 소위 스트로하우스 건물의 건설 작업은 고틀리프 두트바일러 연구소의 사유지로 1933년에 시작되었다. 경제관으로 쓰였다가 나중에는 클럽하우스로 쓰였다가 1961년 소실되었지만, 같은 해 S+M 건축회사에 의해 재건되었다. 1962년 6월 8일 고틀리프 두트바일러가 사망하고, 인기있는 스트로하우스(독일어: Strohhaus)에서 영구 두티 전시회가 열렸다. 1972년부터 스트로하우스 건물은 문화 센터, 기타 전시회 및 음악당으로도 사용되었다.
2000/1년에는 공원 구역이 확장되었고 입구 구역에 미그로 레스토랑이 건설되었으며, 어린이를 위한 카스페를리 극장과 당나귀 타기가 설립되었으며 주차 시설이 추가되었다. 2001년에 스트로하우스 건물은 기념비가 되었고, 아델과 고틀리프 두트바일러를 기념하는 상설 전시회를 개최하기 위해 재건되었다.

## 볼거리
공원에는 인기 있는 레스토랑, 목욕탕, 두트바일러 박물관도 있다. 넓은 잔디밭과 광대한 어린이 놀이터는 여름철 인형극, 당나귀 타기, 장난감 기차, 물놀이장으로도 유명하다. 여름에는 다양한 문화 행사가 열린다.